# يوميات مدرسية
يوميات مدرسية (بالإنجليزية: the kids from room 402) هو برنامج تدور أحداثه حول مدرسة تدعى ميس جرايفز الابتدائية، وبالتحديد في فصل رقم 402، عرض على قناة إم بي سي 3،

## تأليف الكرتون
هذا الكرتون المأخوذ عن كتاب يحمل نفس العنوان، قام بتأليفه كلٌّ من «بيتي باراسكيفاز» و«مايكل باراسكيفاز»، وأعده للتلفزيون كلٌّ من «كيندي بيجيل» و«ليزا كايت».

## روابط خارجية
- يوميات مدرسية على موقع IMDb (الإنجليزية)
- يوميات مدرسية على موقع كينوبويسك (الروسية)
- يوميات مدرسية على موقع قاعدة بيانات الفيلم (الإنجليزية)